# Zoot Woman
 (novembre 2008).
Si vous disposez d'ouvrages ou d'articles de référence ou si vous connaissez des sites web de qualité traitant du thème abordé ici, merci de compléter l'article en donnant les références utiles à sa vérifiabilité et en les liant à la section « Notes et références ».
Pour les articles homonymes, voir Zoot.

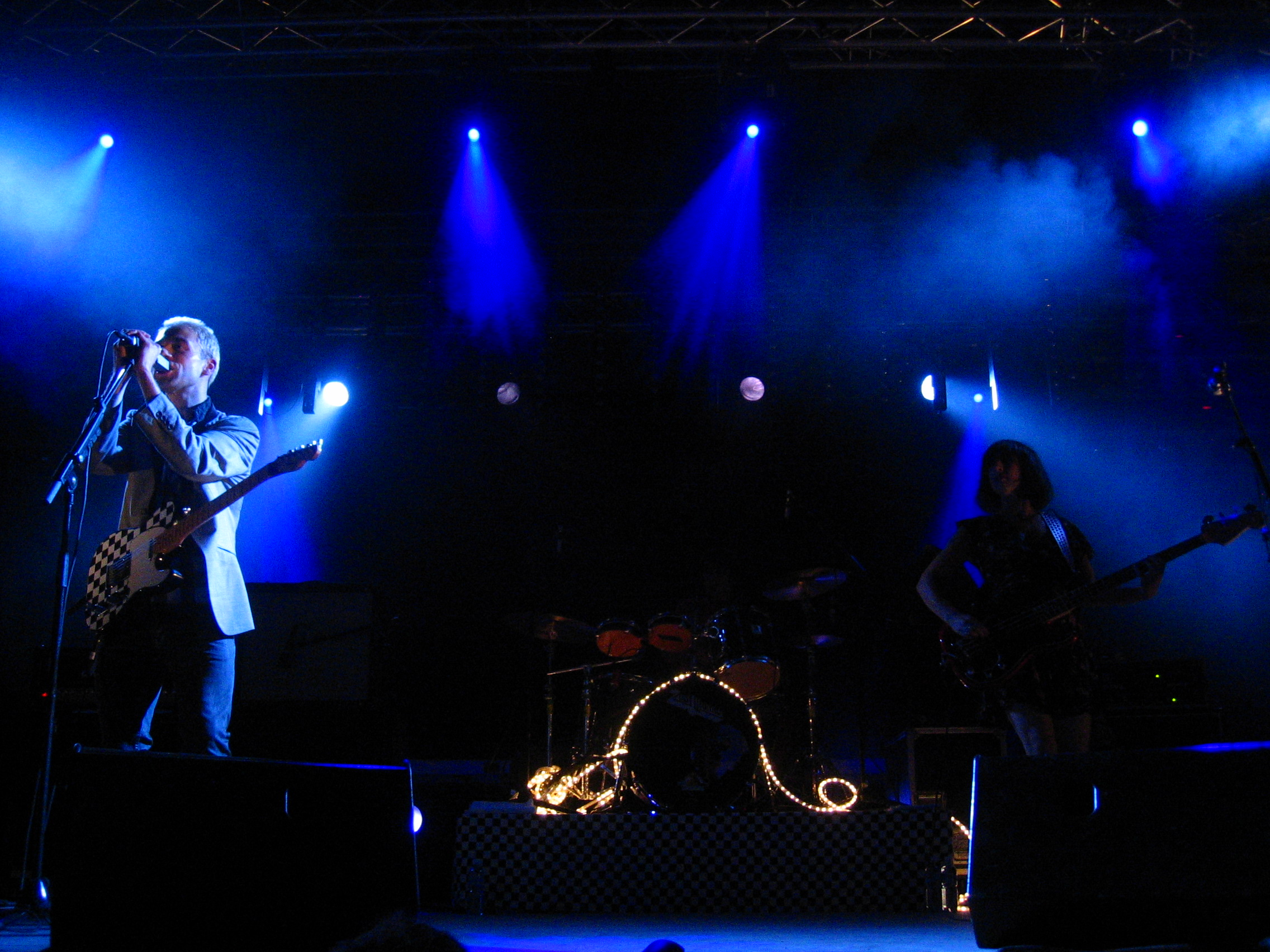
Zoot Woman au festival For Noise (Pully-Lausanne) en 2008. Stuart Price à gauche

Zoot Woman est un trio d'electro-pop britannique. Avec leur son très années 1980, on considère qu'ils ont participé à l'émergence de l'electroclash[réf. nécessaire]. Stuart Price (alias Jacques Lu Cont des Rythmes Digitales), le moteur du trio, participe à d'autres projets et a notamment collaboré avec Madonna.

## Membres
- Stuart Price: Chanteur, Bassiste
- Johnny Blake: Chanteur
- Adam Blake: Claviériste

## Discographie

### Albums studio
- 2001 - Living In A Magazine
- 2003 - Zoot Woman
- 2009 - Things Are What They Used To Be
- 2014 - Star Climbing
- 2017 - Absence

### EP et Singles
- 1999 - It's Automatic
- 2001 - You & I
- 2001 - It's Automatic
- 2001 - Living In A Magazine
- 2003 - Grey Day
- 2003 - Gem
- 2004 - Taken It All
- 2009 - We Won't Break
- 2013 - The Stars Are Bright
- 2014 - Don't Tear Yourself Apart